# Helia subjugua
Helia subjugua är en fjärilsart som beskrevs av Paul Dognin 1912. Helia subjugua ingår i släktet Helia och familjen nattflyn. Inga underarter finns listade i Catalogue of Life.